# Valerie Barthelemy
Valerie Barthelemy (Ann Arbor, 30 april 1991) is een Belgisch-Amerikaanse triatlete.

## Levensloop
Barthelemy leefde met haar ouders tot 2016 in de Verenigde Staten, in de staat Michigan en studeerde aan de Universiteit van Michigan op de campus van Ann Arbor, waar ze intensief zwom en een Division 1 collegiate swimmer was. Ze behaalde er haar Master of Science in Engineering in Naval Architecture & Marine Engineering. Op 24-jarige leeftijd begon ze (professioneel) met triatlon.
Op de Europese kampioenschappen triatlon 2017 in Kitzbühel was ze lid van het gemengd team (voorts samengesteld uit Erwin Vanderplancke, Claire Michel en Christophe De Keyser) dat de zesde plaats behaalde in de estafette. Eveneens in 2017 werd ze te Vilvoorde Belgische kampioene triatlon op de sprintafstand. Dat zelfde jaar won ze in augustus de ETU Europabeker in Wuustwezel en werd ze enkele dagen later in Izegem Belgische kampioene triatlon op de olympische afstand. Op de ITU Triathlon World Cup meeting in Miyazaki werd ze vierde op de olympische afstand in 1:54.58. In 2018 verlengde ze haar Belgische titel op de olympische afstand.
Op de ITU-meeting van de World Series in het Canadese Edmonton eind juli 2018 werd ze vierde in de eindstand samen met de andere "Belgian Hammers", Claire Michel, Jelle Geens en Marten Van Riel in de triatlon gemengde estafette. Individueel werd ze er 40e op de sprintafstand. Op de Europese kampioenschappen 2018 in augustus in Glasgow werd ze 18e in de triatlon olympische afstand met een tijd van 2:04.51. Twee dagen later behaalde ze brons samen met de andere "Belgian Hammers" in de triatlon gemengde estafette waar zij als derde binnen de groep het parcours aflegde.
In 2019 behaalde ze te Chengdu haar eerste podium in een wereldbeker-wedstrijd. Ze werd er derde op 17 seconden van winnares Laura Lindemann. Ook op de WB-manches van Cagliari en Miyazaki behaalde ze dat jaar het podium (telkens brons). In 2020 volgde een vijfde plaats in de 'mixed relay' (samen met Jelle Geens, Claire Michel en Erwin Vanderplancke) op het WK te Hamburg. en in 2021 won ze samen met Claire Michel, Jelle Geens en Marten Van Riel het Olympisch kwalificatietornooi te Lissabon. Op de Olympische Zomerspelen van 2020 te Tokio werd ze tiende op het individueel parkoers en vijfde met het gemengd estafette team (voorts samengesteld uit Jelle Geens, Marten Van Riel en Claire Michel).
Op het EK van 2022 te München werd ze met de Belgian Hammers (met voorts Jelle Geens, Erwin Vanderplancke en Jolien Vermeylen) vierde. Individueel was haar beste prestatie dat jaar eveneens een vierde plaats op de WB-manche te Valencia. In 2024 behaalde ze een derde plaats in de 70.3 Ironman te Boulder.